# Microcephalops parafloridae
Microcephalops parafloridae är en tvåvingeart som beskrevs av De Meyer 1990. Microcephalops parafloridae ingår i släktet Microcephalops och familjen ögonflugor.
Artens utbredningsområde är North Carolina. Inga underarter finns listade i Catalogue of Life.